# Dick Emery
Dick Emery  (19 de febrero de 1915 – 2 de enero de 1983) fue un humorista y actor británico.

## Biografía
Su verdadero nombre era Richard Gilbert Emery, y nació en el Hospital University College del área de Bloomsbury, en Londres, en 1915. Sus padres formaban el dúo cómico llamado Callan and Emery. Cuando únicamente tenía tres semanas de edad, ya se lo llevaron de gira, dándole ocasionales oportunidades para actuar a lo largo de su infancia, la cual, debido a ello, transcurrió en constante movimiento y estuvo trastocada, creando problemas futuros pero constituyendo una base sobre la que dedicaría su posterior carrera artística. A los ocho años de edad, sus padres se separaron, y él eligió permanecer con su madre, la cual dejó el mundo del espectáculo. Antes de trabajar como artista intentó diversos oficios: recadero, trabajador agrícola y profesor de autoescuela. Durante la Segunda Guerra Mundial fue llamado a filas para formar parte de la Royal Air Force, pero en vez de ello entró en el coro de la obra The Merry Widow, representada en el Teatro Majestic de Londres, motivo por el cual fue encarcelado por deserción. Una vez libre se sumó a The Goon Show, creando el personaje de Vera Thin, indirectamente inspirado en Vera Lynn. 
Tras la guerra hizo pruebas para diversos papeles, y en 1952 actuó en un show en Radio Luxemburgo titulado Chance of a Lifetime. Se trataba de un concurso patrocinado por Marshall Ward en el cual se daban premios de 30 libras esterlinas a los concursantes.
En 1953 formó, durante un breve tiempo, un dúo humorístico con Charlie Drake.
Su debut televisivo llegó en 1950 con The Centre Show, programa de la BBC. A lo largo de la década de 1950 actuó en programas como Round the Bend (BBC, 1955-56) y Educating Archie (Independent Television (ITV), 1958-59) antes de participar junto a su amigo Tony Hancock en varios episodios de The Tony Hancock Show (ITV, 1956) y Hancock's Half Hour en 1957.
Mejoró su reputación con dos series con el anterior Goon Michael Bentine: After Hours (ITV, 1958-59) y It's a Square World (BBC, 1960-64). Su papel de Soldado Chubby Catchpole en la temporada final de The Army Game (ITV 1957-61) le valió un contrato exclusivo con la BBC, con lo cual nació su propio programa, The Dick Emery Show (BBC, 1963-81). El show se mantuvo de manera irregular desde 1963 a 1981. 
En una esporádica carrera cinematográfica debutó en el film protagonizado por los Goons The Case of the Mukkinese Battle Horn (dirigido por Joseph Sterling en 1956). Interpretó también al ladrón de bancos Booky Binns en The Big Job (película dirigida por Gerald Thomas en 1965) y fue conocido por su talento vocal en una serie de personajes, incluyendo a 'The Nowhere Man Jeremy Hilary Boob' en el film de The Beatles Yellow Submarine (dirigido por George Dunning en 1968).
Otras de las películas en las que intervino fueron School For Scoundrels (1960), The Fast Lady (1962), Baby Love (1968) y Ooh… You Are Awful (1972).
En 1979 Emery se pasó a Independent Television (ITV) para grabar tres especiales de una hora de duración, y en 1980 volvió a la BBC para retomar The Dick Emery Show.
Emery también hizo algunas grabaciones discográficas a lo largo de su carrera, destacando "If You Love Her", que alcanzó el número 32 de las listas en 1969. Otros temas fueron "You Are Awful" en 1973, "A Cockney Christmas" (1962), "You're The Only One" (1974) y "Rocking Horse Cowboy" (1979).

## Emery Presents
Con un nuevo formato y un nuevo personaje, el detective privado judío Bernie Weinstock, Emery hizo dos series de comedias de intriga bajo el título de Emery Presents (BBC, 1982-83).
- Legacy of Murder  (IMDb)
- Jack of Diamonds  (IMDb)

## Vida personal
Cuando no trabajaba como comediante, disfrutaba de la aviación, el motociclismo, el modelismo (era presidente del Club de Modelistas Airfix), y escribió para Meccano Magazine durante 1971. 
Dick Emery se casó cinco veces (Joan Sainsbury, Irene Ansell, Iris Tully, Victoria Chambers – con quien tuvo a Eliza, una cantante, y Josephine Blake). En el momento de su muerte Emery seguía casado con Josephine Blake, aunque la había abandonado para ir a vivir con Fay Hillier una corista treinta años menor que él. 
Emery falleció en Denmark Hill, Londres, a causa de un fallo cardiorrespiratorio en 1983, a los 67 años de edad. Fue incinerado en el Crematorio Mortlake, en Londres. Dick Emery era hermano de Ann Emery.
Aunque se ganó el corazón del público (votándole Personalidad del Año de BBC TV en 1972), Emery sufría miedo escénico y temor a fallar en sus actuaciones. Se sometió a análisis e hipnosis, y tomó tranquilizantes a fin de tratar su problema. 